# Ollerupprøven
Ollerupprøven er en supplerende prøve for lærere, der er dimitteret fra Den frie Lærerskole
For at blive fastansat lærer på en folkeskole skal man have gennemført en uddannelse til lærer i folkeskolen. En lærer uddannet på Den frie Lærerskole og gennemført Ollerupprøven, kan opnå ret til ansættelse i folkeskolen på lige fod med personer, der har gennemført uddannelsen til lærer i folkeskolen.

## Indhold
Den studerende skal vælge to af følgende muligheder:

1) Prøve i liniefaget dansk.

2) Prøve i liniefaget matematik.

3) Prøve i et liniefag efter eget valg.

4) Udarbejdelse af en større selvstændig faglig-pædagogisk opgave i tilknytning til et liniefag efter eget valg.

Den studerende skal vælge enten dansk eller matematik, men kan også vælge begge fag.

## Prøven
Bestemmelserne for de enkelte fag og prøver fremgår af bekendtgørelsen om uddannelse af lærere til folkeskolen.
Prøverne aflægges i henhold til bekendtgørelse om uddannelse af lærere til folkeskolen.
Prøven kan aflægges på en professionshøjskole, der udbyder uddannelsen til lærer i folkeskolen. 
Prøverne skal aflægges inden for en periode på 2 år.

## Økonomi
Prøverne udbydes under lov om åben uddannelse. Der opkræves deltagerbetaling.
1. ↑  Bekendtgørelse af lov om folkeskolen, kap 4, §28 (Webside ikke længere tilgængelig)
2. ↑  Bekendtgørelse om den supplerende prøve for lærere, der er dimitteret fra Den Frie Lærerskole i Ollerup, §1 (Webside ikke længere tilgængelig)